# باتريك سويفت
باتريك سويفت (بالإنجليزية: Patrick Swift)‏ هو رسام أيرلندي، ولد في 12 أغسطس 1927 في دبلن في جمهورية أيرلندا، وتوفي في 19 يوليو 1983 في الغرب في البرتغال.

## وصلات خارجية
- الموقع الرسمي